# Paul Mukairu
Paul Omo Mukairu (Abuja, 18 januari 2000) is een Nigeriaans voetballer die doorgaans speelt als spits. In juli 2025 verruilde hij FC Kopenhagen voor Pogoń Szczecin.

## Clubcarrière
Mukairu speelde in Nigeria voor de Hearts Academy, waar hij in maart 2019 opgepikt werd door Antalyaspor. Hij maakte zijn debuut voor de Turkse club op 5 augustus 2018, op bezoek bij Göztepe SK. Door een goal van Diego Ângelo werd met 0–1 gewonnen. De Nigeriaan mocht van coach Bülent Korkmaz in de basis beginnen en hij werd acht minuten voor tijd gewisseld ten faveure van Harun Alpsoy. Zijn eerste professionele doelpunt volgde op 31 augustus 2019, op bezoek bij Konyaspor. Via Serdar Özkan kwam Antalyaspor op voorsprong, maar dat werd een achterstand door treffers van Riad Bajić en Farouk Miya. Zes minuten voor tijd zorgde de ingevallen Mukairu voor de beslissende 2–2.
In oktober 2020 huurde Anderlecht de Nigeriaanse aanvaller voor een seizoen, terwijl het ook een optie tot koop verkreeg. De Belgische club besloot deze optie niet te lichten en hij keerde terug naar Antalyaspor. Mukairu werd in januari 2022 voor een bedrag van circa 1,9 miljoen euro overgenomen door FC Kopenhagen, waar hij zijn handtekening zette onder een verbintenis voor de duur van drieënhalf jaar. Medio 2023 nam Reading de aanvaller op huurbasis over. Ook voor het seizoen 2024/25 werd hij verhuurd, nu aan Boluspor. In de zomer van 2025 verkaste Mukairu naar Pogoń Szczecin, waar hij voor twee jaar tekende met een optie op een seizoen extra.

## Clubstatistieken
| Seizoen | Club           | Competitie      | Competitie | Competitie | Beker | Beker | Internationaal | Internationaal | Nacompetitie | Nacompetitie | Totaal | Totaal |
| Seizoen | Club           | Competitie      | Wed.       | Dlp.       | Wed.  | Dlp.  | Wed.           | Dlp.           | Wed.         | Dlp.         | Wed.   | Dlp.   |
| ------- | -------------- | --------------- | ---------- | ---------- | ----- | ----- | -------------- | -------------- | ------------ | ------------ | ------ | ------ |
| 2019/20 | Antalyaspor    | Süper Lig       | 24         | 3          | 7     | 1     | —              | —              | —            | —            | 31     | 4      |
| 2020/21 | Antalyaspor    | Süper Lig       | 3          | 0          | 0     | 0     | —              | —              | —            | —            | 3      | 0      |
| 2020/21 | → Anderlecht   | Eerste klasse A | 25         | 2          | 4     | 2     | —              | —              | —            | —            | 29     | 4      |
| 2021/22 | Antalyaspor    | Süper Lig       | 17         | 3          | 1     | 0     | —              | —              | —            | —            | 18     | 3      |
| 2021/22 | FC Kopenhagen  | Superligaen     | 15         | 0          | 0     | 0     | 0              | 0              | —            | —            | 15     | 0      |
| 2022/23 | FC Kopenhagen  | Superligaen     | 5          | 0          | 1     | 0     | 4              | 0              | —            | —            | 10     | 0      |
| 2023/24 | → Reading      | League One      | 31         | 3          | 7     | 3     | —              | —              | —            | —            | 38     | 6      |
| 2024/25 | → Boluspor     | Süper Lig       | 34         | 7          | 2     | 0     | —              | —              | 3            | 0            | 39     | 7      |
| 2025/26 | Pogoń Szczecin | Ekstraklasa     | 0          | 0          | 0     | 0     | —              | —              | —            | —            | 0      | 0      |
| Totaal  | Totaal         | Totaal          | 154        | 18         | 22    | 6     | 4              | 0              | 3            | 0            | 183    | 24     |

Bijgewerkt op 3 juli 2025.

## Erelijst
| Superligaen | 2 | 2021/22, 2022/23 |
| DBU Pokalen | 1 | 2022/23          |